# Pandolfo Alatrinus
Pandolfo Alatrinus (XII wiek) – włoski duchowny, kronikarz i historyk, kardynał z nominacji antypapieża Anakleta II.

## Życiorys
Był on krewnym kardynała Ugone d'Alatri. Za pontyfikatu Kaliksta II (1119-1124) został wyświęcony na subdiakona Świętego Kościoła Rzymskiego. Był przeciwnikiem kardynała-kanclerza Aymerica. Po papieskiej elekcji w 1130 roku, która zakończyła się podwójnym wyborem papieża Innocentego II i antypapieża Anakleta II, opowiedział się po stronie tego drugiego. Jako kronikarz i historyk napisał żywoty papieży Gelazjusza II, Kaliksta II i Honoriusza II; weszły one w skład Liber Pontificalis. Dzieła te, napisane w latach 1133-1137, uważane są za stronnicze na niekorzyść rodu Frangipani i kardynała-kanclerza Aymerica, którzy wspierali Innocentego II. Prawdopodobnie pod koniec 1130 roku Anaklet II mianował go kardynałem diakonem SS. Cosma e Damiano in Mica Aurea. Sygnował bulle Anakleta II z 8 lutego 1131, 7 grudnia 1134 i 21 marca 1137 (data roczna niepewna). Jego późniejsze losy nie są znane.